# ICab
ICab is een browser voor macOS en iOS. De browser maakt gebruik van de layout-engine WebKit. De browser kent ook een Pro-versie, waardoor de gratis versie shareware is. Er is ook een mobiele versie beschikbaar.
De browser iCab is voor Mac OS Classic een van de recentste browsers die geüpdatet zijn, hoewel deze versie van iCab is stopgezet. De Mac OS (Classic)-versie werkt op Mac OS 7.5 tot 9.2.2.